# Iván Márquez Álvarez
Iván Márquez (Marbella, 9 de junio de 1994) es un futbolista español  que juega como defensa en el Fortuna Sittard de la Eredivisie.

## Trayectoria
Formado en la cantera del Málaga C. F., tras jugar en el Atlético Malagueño abandonaría la cantera malaguista (donde estaría durante 11 temporadas) para jugar en San Pedro y más tarde, haría su debut en Segunda División B en las filas del C. D. El Palo (temporada 2014-2015 con 33 partidos disputados).
El jugador marbellí apostó por jugar la temporada 2015-16 en el Atlético de Madrid B, sin embargo la aventura en el Manzanares no terminó de salirle bien. Titular indiscutible durante toda la temporada, Iván Márquez y el cuadro colchonero jugaron la fase de ascenso a Segunda B, pero el equipo se quedó fuera muy pronto. Márquez se quedaba sin equipo tras concluir la  campaña y en agosto de 2016 pudo cerrar su fichaje por todo un club histórico como Osasuna, que la temporada pasada logró el ascenso a Primera División, mientras su filial hacía la propio subiendo desde Tercera a Segunda B.
El 30 de noviembre de 2016 debutó en partido oficial con el primer equipo de Osasuna, formó la pareja de centrales junto a David García y jugó los 90 minutos en el encuentro que le enfrentó al Granada C. F., y el jugador respondió de forma aceptable. En agosto de 2018 inició su andadura en el Korona Kielce de la primera división polaca. Tras dos temporadas en el club cambió de equipo pero no de país, ya que se marchó al K. S. Cracovia. Allí estuvo un año antes de poner rumbo a los Países Bajos para jugar en el NEC Nimega.
El 1 de junio de 2023 firmó por el 1. F. C. Núremberg de Alemania. Este equipo le permitió volver al NEC Nimega la temporada siguiente tras llegar a un acuerdo para su cesión con opción de compra. Esta no se hizo efectiva pero continuó en los Países Bajos, ya que el 1 de agosto de 2025 fichó al Fortuna Sittard.

## Clubes
| Club                    | País         | Año       | Partidos | Goles |
| ----------------------- | ------------ | --------- | -------- | ----- |
| Atlético Malagueño      | España       | 2012-2014 |          |       |
| C. D. El Palo           | España       | 2014-2015 | 32       | 2     |
| Atlético de Madrid "B"  | España       | 2015-2016 |          |       |
| C. A. Osasuna "B"       | España       | 2016-2017 | 20       | 1     |
| C. A. Osasuna           | España       | 2016-2017 | 7        | 0     |
| Valencia C. F. Mestalla | España       | 2017-2018 | 22       | 2     |
| Korona Kielce           | Polonia      | 2018-2020 |          |       |
| K. S. Cracovia          | Polonia      | 2020-2021 |          |       |
| NEC Nimega              | Países Bajos | 2021-2023 | 67       | 3     |
| 1. F. C. Núremberg      | Alemania     | 2023-2024 |          |       |
| NEC Nimega              | Países Bajos | 2024-2025 |          |       |
| Fortuna Sittard         | Países Bajos | 2025-     |          |       |

## Palmarés

### Títulos nacionales
| Título               | Club           | País    | Año  |
| -------------------- | -------------- | ------- | ---- |
| Supercopa de Polonia | K. S. Cracovia | Polonia | 2020 |